# Liste der Bischöfe von Karlstad
Die Liste enthält die Bischöfe des Bistums Karlstad sowie die den Bischöfen gleichgestellten Superintendenten aus der Zeit zwischen 1654 und 1772.

## Ordinarien

### Superintendenten
1. Sveno Benedicti Elfdalius (Camoenius) 1647–1666
2. Andreas Birgeri Kilander 1666–1673
3. Jonas Johannis Scarinius 1673
4. Erlandus Svenonis Broman 1673–1693
5. Benedictus Svenonis Camoenius (Caméen) 1693–1704
6. Jonas L. Arnell 1706–1707
7. Torsten Rudeen 1709–1717
8. Daniel Norlindh 1717–1718
9. Ingemund Bröms 1718–1722
10. Johannes (Jöns) Steuchius 1723–1730
11. Magnus Petri Aurivillius 1730–1740
12. Nils Lagerlöf 1742–1769
13. Georg (Jöran) Claes Schröder 1771–1772

### Bischöfe
1. Georg (Jöran) Claes Schröder 1772–1773
2. Daniel Henrik Herweghr  1775–1787
3. Herman Schröderheim  1789–1802
4. Olof Bjurbäck 1805–1829
5. Johan Jacob Hedrén 1830–1836
6. Carl Adolph Agardh 1836–1859
7. Johan Anton Millén 1859–1863
8. Anton Niklas Sundberg 1864–1870
9. Claes Herman Rundgren 1872–1906
10. Johan Alfred Eklund 1907–1938
11. Arvid Runestam 1938–1957
12. Gert Borgenstierna 1957–1976
13. Sven Ingebrand 1976–1986
14. Bengt Wadensjö 1986–2002
15. Esbjörn Hagberg 2002–2016
16. Sören Dalevi 2016–